# Enigma (boek)
Enigma is een boek van de Britse schrijver Robert Harris. Het is voor het eerst uitgegeven in 1995.
Het boek is gebaseerd op historische gegevens, aangevuld met fictieve gebeurtenissen. Het speelt zich af tijdens de Tweede Wereldoorlog, met als fictieve hoofdpersoon Tom Jericho.

## Samenvatting
Het verhaal speelt zich af in Bletchley Park, een plattelandsdorp tussen Birmingham en Londen. Op deze locatie werken vele Engelsen om de Enigma-code te kraken. De ploeg waarin Tom Jericho werkt, was erin geslaagd om de Haai te kraken, de code waarmee de Duitse U-boten communiceren. Het boek start met het terugsturen naar Cambridge van Tom Jericho, die een zenuwinzinking heeft opgelopen. Na enkele weken wordt hij teruggeroepen naar Bletchley, omdat de Duitsers hun codeboeken veranderd hebben. De Britten en de Amerikanen zitten dan weer in een black-out, waardoor ze geen Duitse berichten meer konden ontcijferen. Tom Jericho moet bij zijn terugkeer ook weer de confrontatie aan met zijn amoureus verleden. De vrouw op wie hij verliefd was, Claire Rommily, blijkt verdwenen te zijn. Hij gaat samen met haar vriendin, Hester, op zoek naar haar. Samen ontdekken ze dat Claire enkele gecodeerde berichten ontvreemd heeft. Tom heeft opnieuw een briljante inval, en samen met het team slagen ze erin om de Duitse berichten weer te ontcijferen. Ondertussen wordt ook duidelijk wat er met Claire is gebeurd.

## Trivia
Het boek is in 2001 verfilmd door Michael Apted, met Dougray Scott (Tom Jericho) en Kate Winslet (Hester Wallace).